# Josef Lada
Josef Lada (Hrusice, Csehország, 1887. december 17. – Prága, 1957. december 14.) cseh grafikus, író, a Švejk világhírű illusztrátora.

## Életútja

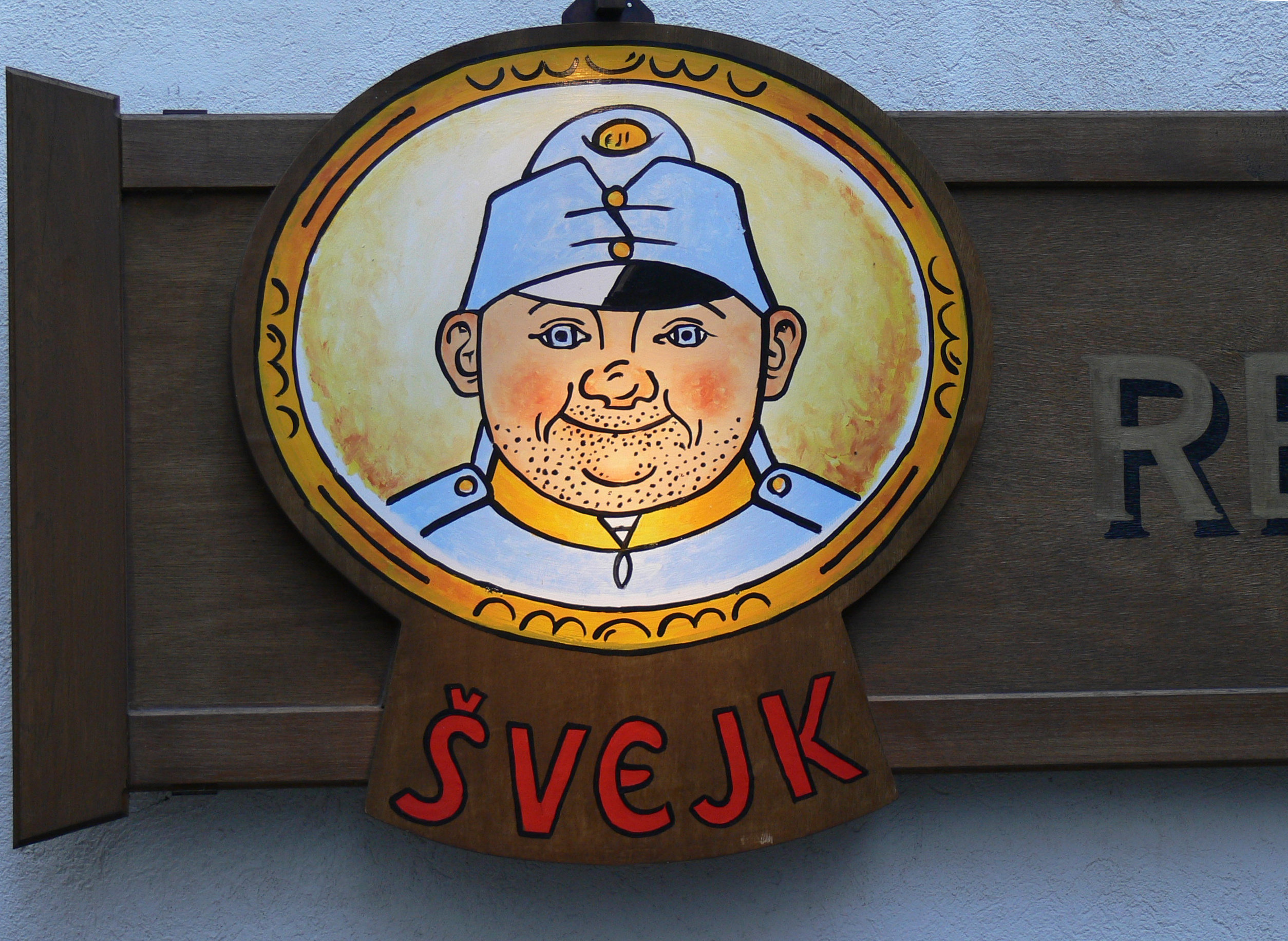
Švejk egy étterem falán

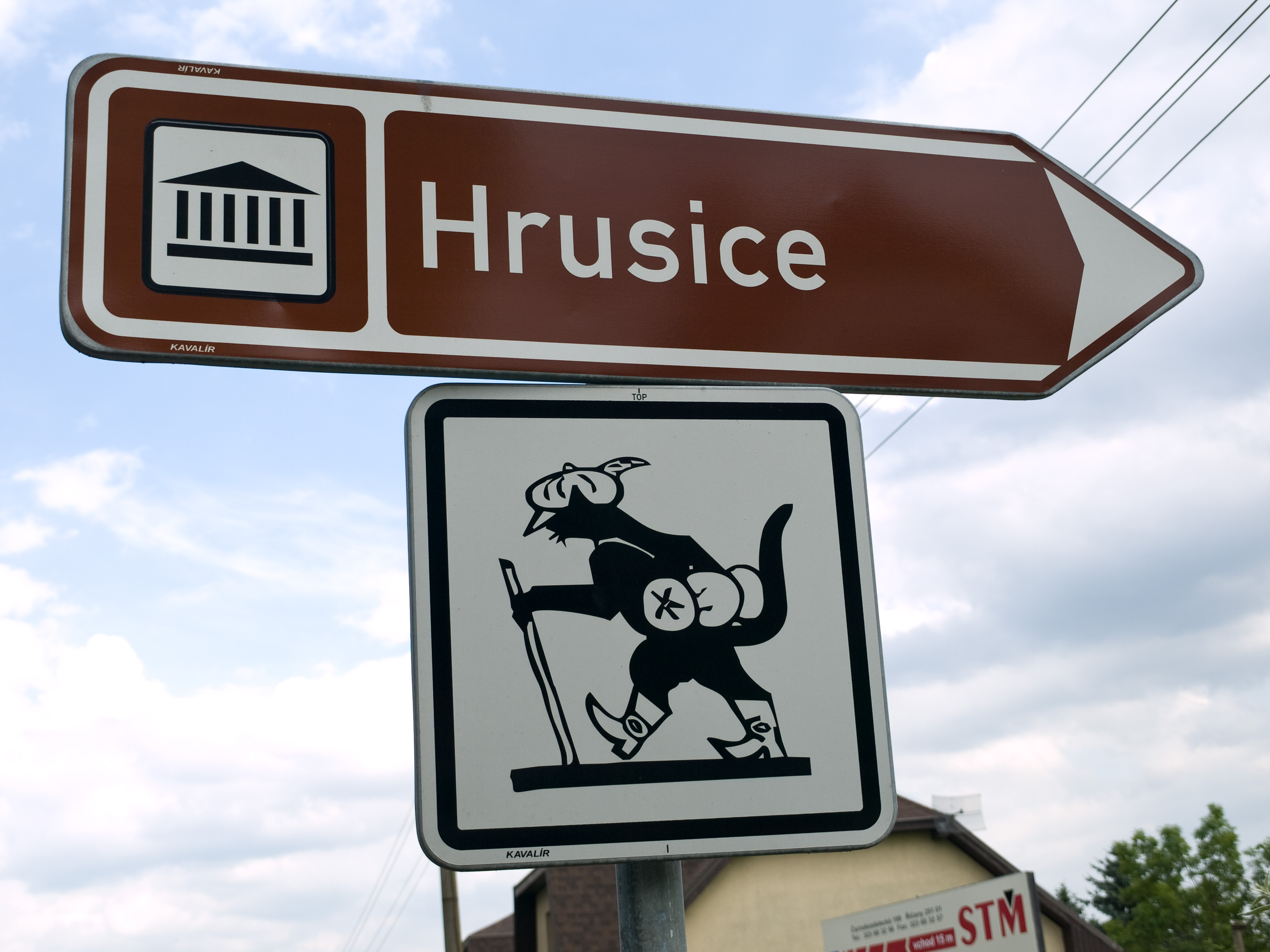
Lada Mikeš macskája egy közúti táblán

Egy prágai iparművészeti iskolában tanult 1905-től.
Lada az egyik legjobb barátja volt Jaroslav Hašeknak, így az író Ladát kérte meg műve illusztrálására. A regénnyel ezek a rajzok már végképp összeforrtak. Lada aztán tovább folytatta a Švejk-rajzok készítését, és az 1950-es években megjelentette a regény képeskönyv változatát ötszázharminchét illusztrációval.
Akvarelljei is jelentősek, továbbá illusztrálta saját szépirodalmi munkáit is.
Élete során mintegy 15 ezer színes és fekete-fehér rajzot készített, 121 gyermekeknek szóló könyvet illusztrált és részben írt. 192 más könyvben szerepelnek rajzai, kilenc színházi előadás díszleteit tervezte, négy rajz-, illetve bábfilm alkotója.
1947-ben magas állami kitüntetést kapott: a Csehszlovák Állam Népművésze lett.

## Magyarul
- Švejk a derék katona kalandjai képekben; ford. Tandori Dezső; Helikon, Bp., 1982
- Švejk a derék katona kalandjai képekben; ford. Tandori Dezső; Ciceró, Bp., 2003